# Южная Каннада
Южная Каннада (Дакшина-Каннада; англ. Dakshina Kannada, канн. ದಕ್ಷಿಣ ಕನ್ನಡ), ранее назывался Южная Канара) — прибрежный округ в штате Карнатака в Индии. Граничит с округом Удупи на севере, округом Чиккамагалур на северо-востоке, округом Хасан на востоке, с Кодагу на юго-востоке, и с округом Касарагод в Керале на юге. На западе округ омывается водами Аравийского моря. Самым большим городом в округе и его столицей является Мангалур.
Площадь округа Южная Каннада составляет 4866 квадратных километров, а плотность населения — 390 человек на км². В округе существуют 354 населённых пункта.
Округ разделён на пять талук: Мангалур, Бантвал, Путтур, Суллия и Белтхангади. Ранее в состав округа входили ещё три северные талуки: Удупи, Кундапур и Каркал, но в августе 1997 года на их базе был создан новый округ Удупи. Округа Южная Каннада, Удупи и талуку Касарагод часто называют Тулу-Наду, так как народность тулу составляет в них большинство населения. В период с VIII по XIV век регионом правили Алупы, которые были вассалами различных империй каннада. Именно по этой причине регионы тулу исторически являются частью Карнатаки.
Главными городами Южной Каннады являются Мангалур, Бантвал, Путтур, Суллия, Мудабидри, Кадаба, Сураткал, Мулки и Дхармастала.